# Laima
Pour les articles homonymes, voir Laima (homonymie).

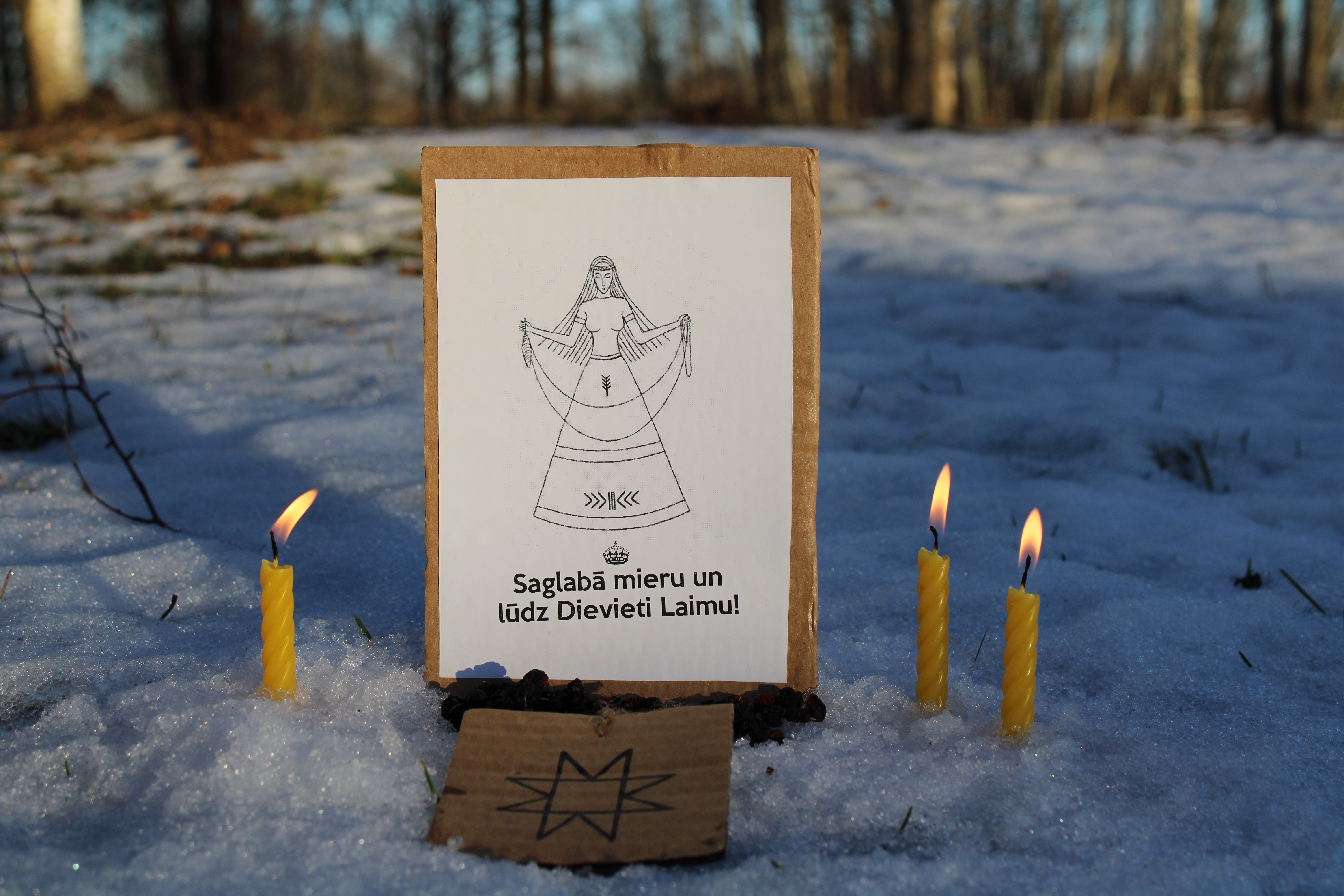
Culte Dievturi (païens lettons ou originaires de Lettonie) à la déesse Laima.

Dans les mythologies lettone et lituanienne, Laima (nommée aussi Laime ou Laimas māte, où māte signifie « mère ») est la personnification du destin et de la bonne et mauvaise fortune.

## Définition du terme
Dans l'Encyclopédie lituanienne publiée à Boston, une distinction est faite entre le terme laima qui est défini comme la divinité du bonheur et la destinée personnalisé de l'homme et le terme laimé qui est un synonyme du mot latin beatitudo, soit béatitude.
En 1966, l'Académie des Sciences de la République Populaire de Lituanie publie le Dictionnaire de la langue lituanienne où la distinction entre les deux termes n'est pas faite et où les deux termes désignent la même chose dans la littérature lituanienne.
En Lituanie et en Lettonie, il semble cependant d'usage de désigner la divinité par la forme se terminant en « a »; Laima.